# Den natt då Jesus gick att dö
Den natt då Jesus gick att dö är en psalm med text skriven 1971 av Anders Frostenson och musik skriven 1971 av Hilding Hallnäs. Första versen bygger på Uppenbarelseboken 7:14 och 21:18. Andra versen bygger på Malaki 4:2.

## Publicerad i
- Herren Lever 1977 som nummer 862 under rubriken "Kyrkans år - Passionstiden".[2]
- Psalmer och Sånger 1987 som nummer 505 under rubriken "Kyrkoåret - Fastan"[1]